# Joshua, Texas
Joshua là một thành phố thuộc quận Johnson, tiểu bang Texas, Hoa Kỳ. Năm 2010, dân số của xã này là 5910 người.

## Dân số
- Dân số năm 2000: 4528 người.
- Dân số năm 2010: 5910 người.